# Amt Bütlingen
Das Amt Bütlingen war ein historisches Verwaltungsgebiet des Fürstentums Lüneburg.

## Geschichte
Der Bereich des Amts Bütlingen gehörte seit dem Mittelalter zur lüneburgischen Vogtei Bardowick. Als im 17./18. Jahrhundert die festen Häuser Lüdershausen und Bütlingen eine gewisse Autonomie erlangten, bildete die Regierung ein nur vier Dörfer umfassendes eigenes Amt, das ab 1794/95 vom Amt Scharnebeck mitverwaltet wurde. 1852 wurde das nach der Franzosenzeit wiederhergestellte Amt Scharnebeck-Bütlingen aufgehoben und seine Gemeinden den Ämtern Artlenburg, Lüne und Bleckede zugeschlagen.